# La Fère
La Fère ist eine französische Gemeinde mit 2860 Einwohnern (Stand 1. Januar 2022) im Département Aisne in der Region Hauts-de-France; sie gehört zum Arrondissement Laon, zum Gemeindeverband Chauny-Tergnier-La Fère und zum Kanton Tergnier. Die Einwohner werden Laférois und Laféroises genannt.

## Geografie
Die Gemeinde La Fère liegt zwischen zwei Flussarmen der Oise, etwa 25 Kilometer südlich von Saint-Quentin und 25 Kilometer nordwestlich von Laon. Im Westen der Gemeinde verläuft der Sambre-Oise-Kanal.

## Geschichte
In La Fère starb am 1. oder 3. Januar 898 Odo von Paris, seit 888 König von Frankreich.
Während der Befreiungskriege wurde die Gemeinde am 27. Februar 1814 von preußischen Truppen (3. Armee-Korps) belagert. La Fère kapitulierte nach zwei Stunden Beschuss, nachdem das Pulvermagazin getroffen wurde. In der Stadt wurden Werte von einigen Millionen Talern erbeutet.
Im Deutsch-Französischen Krieg wurde die Gemeinde vom 5. bis 27. November 1870 durch deutsche Truppen belagert. Die Belagerung endete mit der Kapitulation der Besatzung.
Während des Zweiten Weltkrieges befanden sich in La Fère mehrere Kriegsgefangenenlager der Wehrmacht. Die dazugehörigen Landesschützeneinheiten waren unter anderem im Ort untergebracht.
2022 erhielt La Fère die Auszeichnung „Drei Blumen“, die vom Conseil national des villes et villages fleuris (CNVVF) im Rahmen des jährlichen Wettbewerbs der blumengeschmückten Städte und Dörfer verliehen wird.

### Bevölkerungsentwicklung
| Jahr                       | 1962 | 1968 | 1975 | 1982 | 1990 | 1999 | 2006 | 2014 | 2022 |
| -------------------------- | ---- | ---- | ---- | ---- | ---- | ---- | ---- | ---- | ---- |
| Einwohner                  | 3161 | 3703 | 3531 | 2979 | 2930 | 2817 | 2935 | 2847 | 2860 |
| Quellen: Cassini und INSEE |      |      |      |      |      |      |      |      |      |

## Sehenswürdigkeiten
- Schloss La Fère (Château de La Fère), seit 1965 in Teilen als Monument historique klassifiziert, seit 1994 in weiteren Teilen eingeschrieben[2]
- Kirche Saint-Montain, seit 1921 als Monument historique klassifiziert[3]
- Wohnhaus 3 rue Henri-Martin aus dem 19. Jahrhundert, Fassaden und Dächer mit Ausnahme der Gaube seit 1987 als Monument historique eingeschrieben[4]

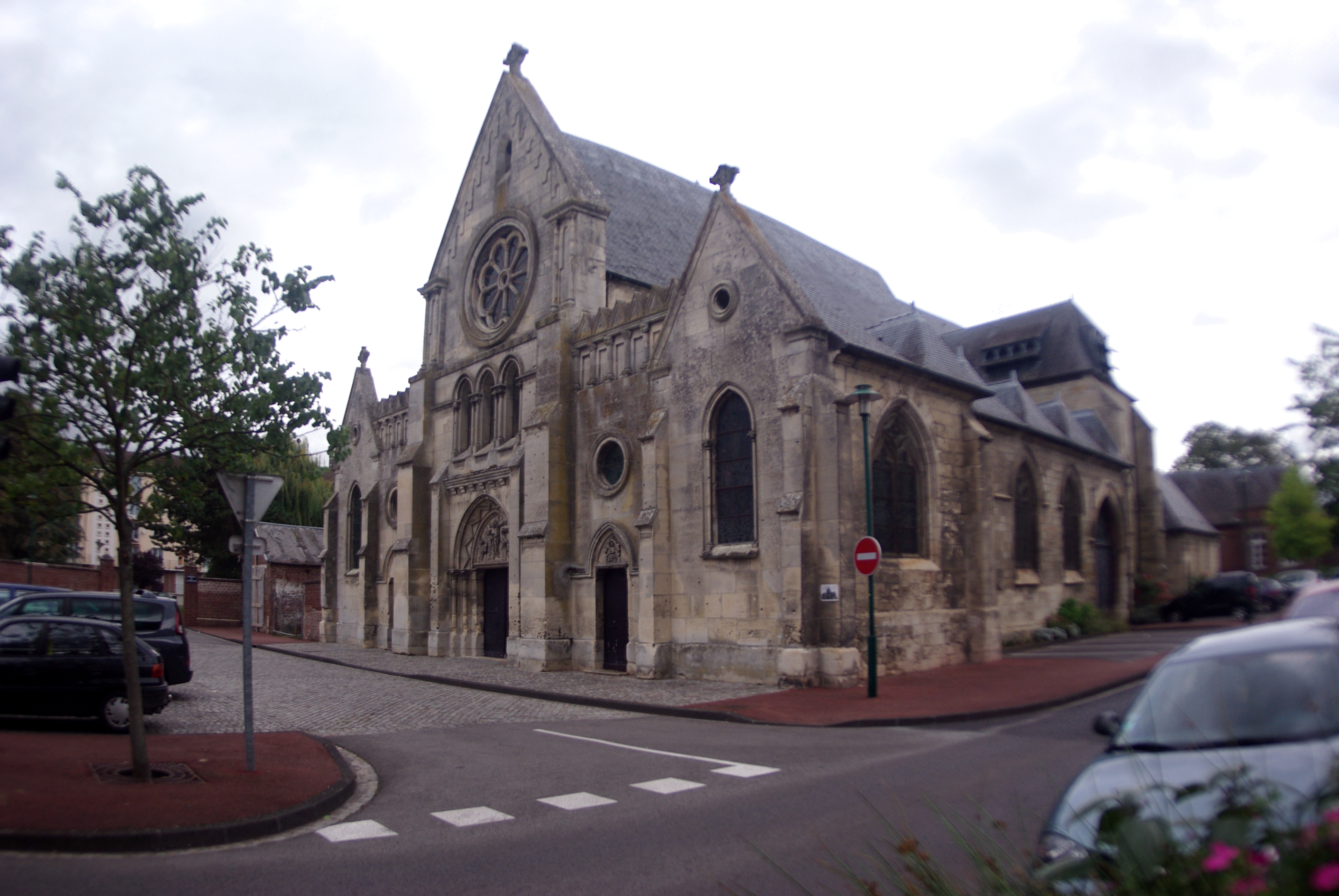
Kirche Saint-Montain
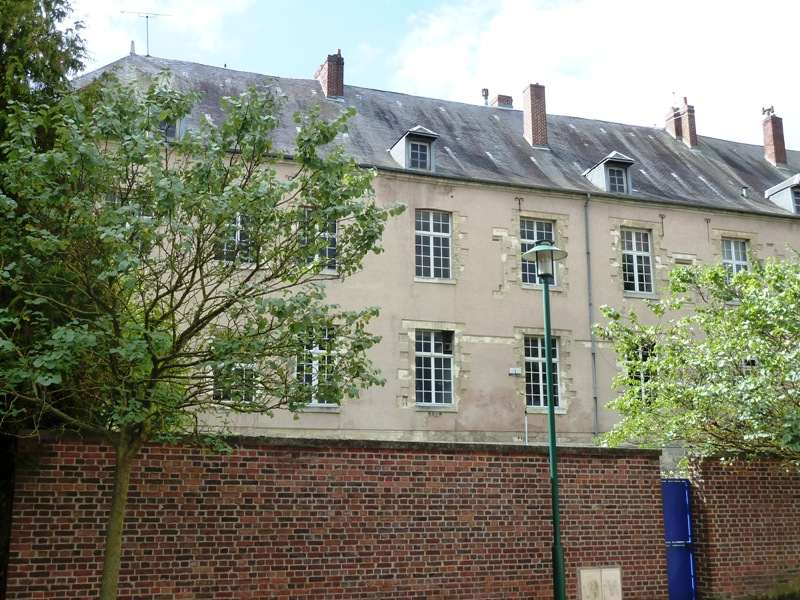
Schloss La Fère
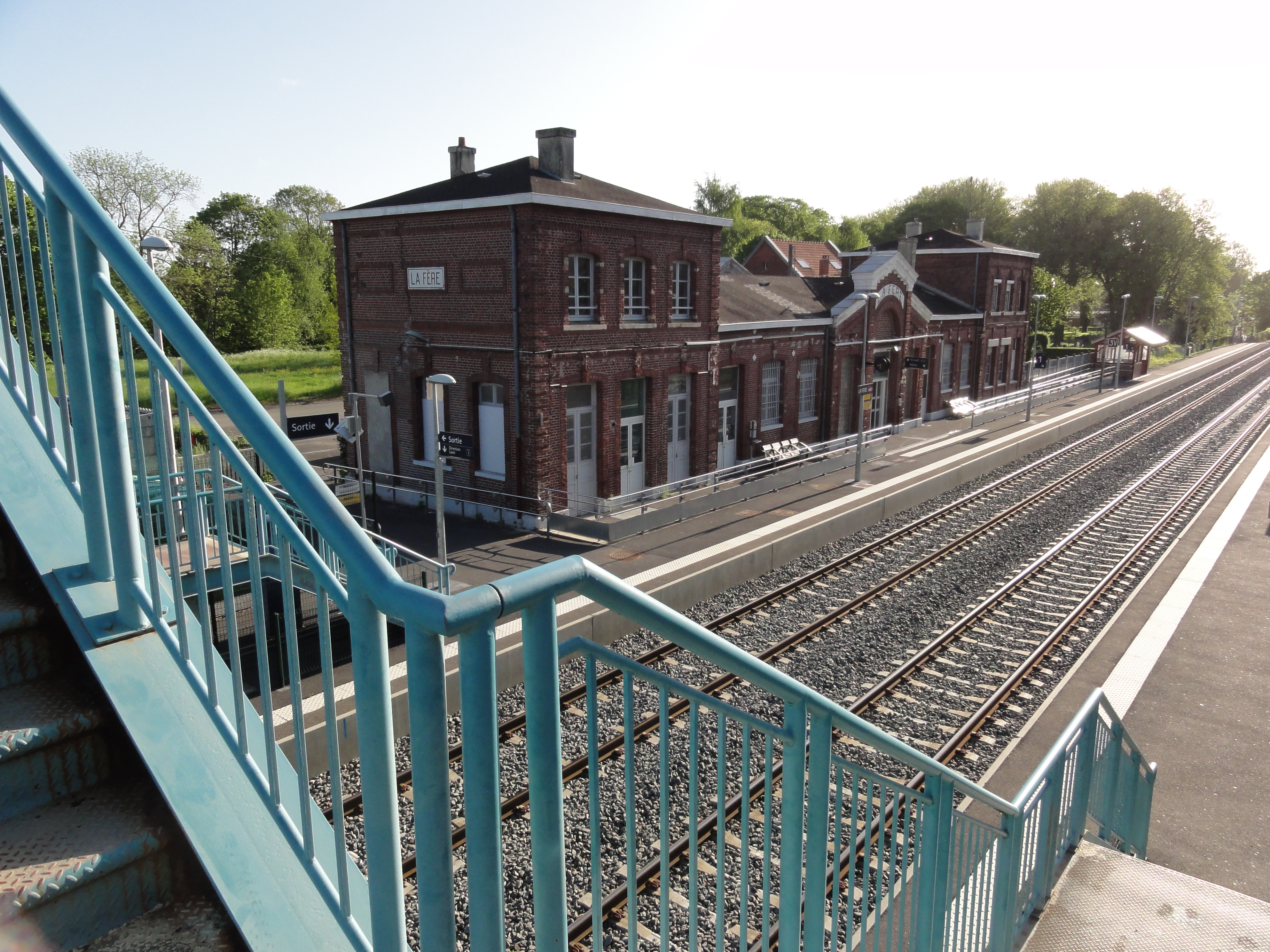
Bahnhof
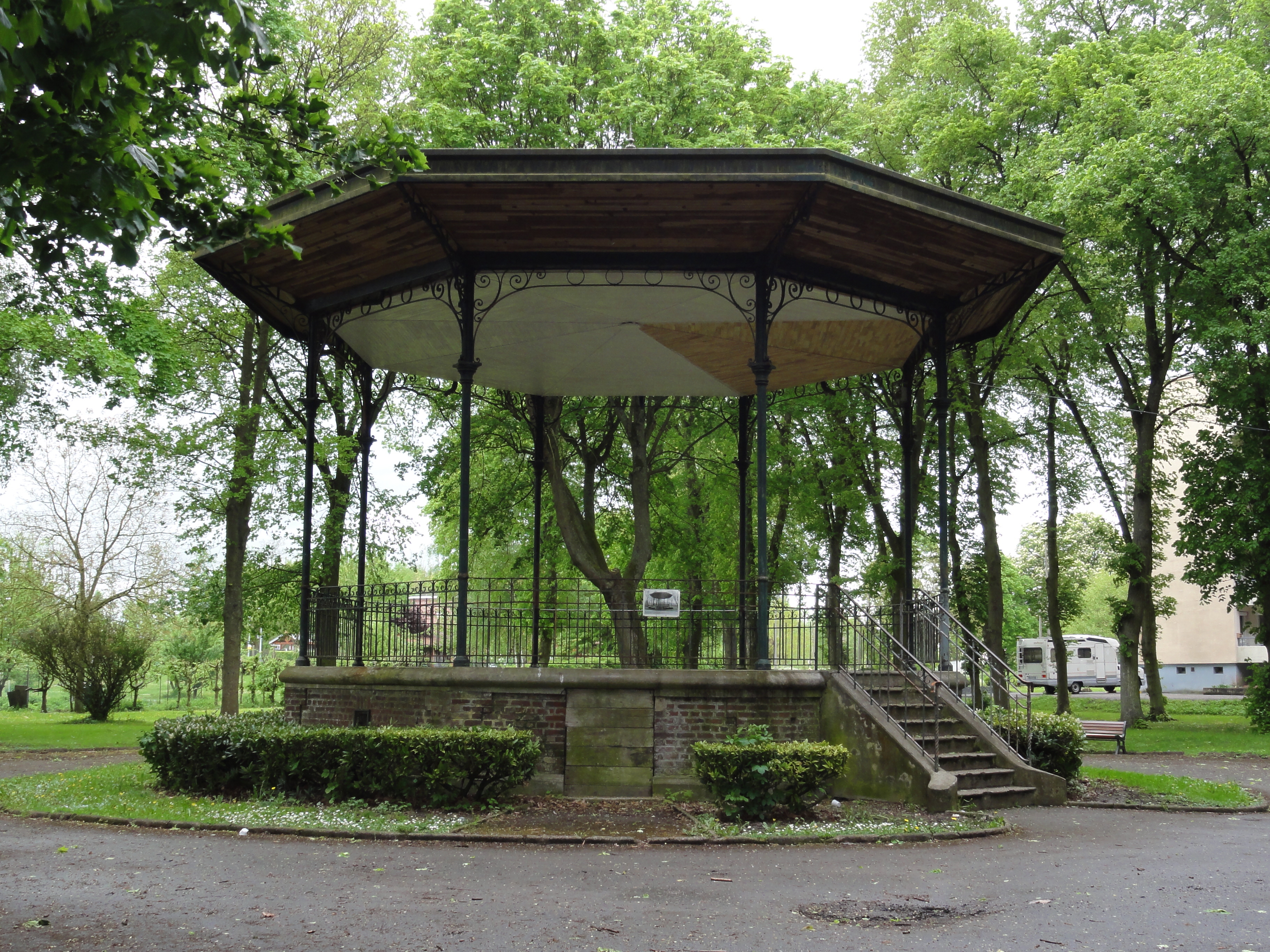
Musikpavillon
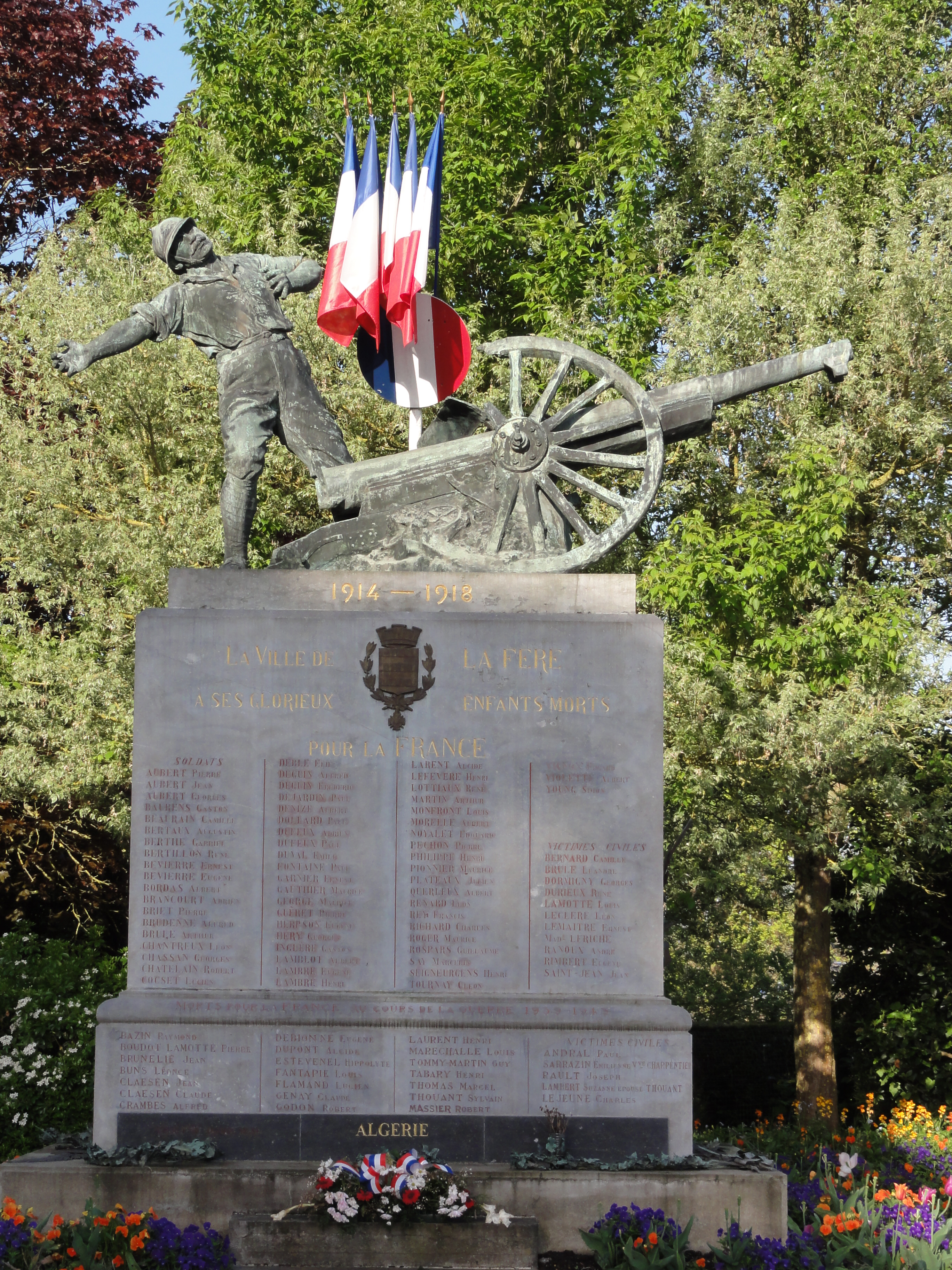
Gefallenendenkmal

## Gemeindepartnerschaft
Mit der deutschen Stadt Ochsenhausen in Baden-Württemberg führt La Fère seit Mai 1980 eine Partnerschaft.

## Persönlichkeiten
- Augustin-Marie d’Aboville (1776–1843), General der Artillerie
- Michel Joseph Gebauer (1765–1812), Komponist, Professor und Oboist
- Gabriel Neigre (1774–1847), General der Artillerie
- Auguste Poitevin (1819–1873), Bildhauer
- Aimé Schneider (1844–1932), Zoologe und Hochschullehrer
- Clovis Trouille (1889–1975), Sonntagsmaler, Restaurator und Dekorateur von Schaufensterpuppen